# Zunzgen
Zunzgen es una comuna suiza del cantón de Basilea-Campiña, situada en el distrito de Sissach. Limita al norte con las comunas de Itingen y Sissach, al noreste con Thürnen, al sureste y sur con Tenniken, al suroeste con Hölstein, y al oeste con Ramlinsburg.